# Ray Gravell
Ray Gravell (né Raymond William Robert Gravell le 12 septembre 1951 à Kidwelly, pays de Galles et mort le 31 octobre 2007 à Majorque, Espagne), est un joueur de rugby à XV, sélectionné en équipe du pays de Galles de 1975 à 1982 au poste de centre.
Il a été acteur, consultant pour la BBC.

## Biographie
Le 18 avril 2007, il est amputé de deux orteils à sa jambe gauche à la suite d'une infection liée au diabète et sa jambe droite est amputée sous le genou.
Le 31 octobre 2007, il meurt d'une attaque cardiaque lors d'un séjour familial à Majorque.

## Carrière
Il fait toute sa carrière en club à Llanelli avec qui il totalise 485 matchs et 120 essais. Il est par la suite président du club.
Il dispute son premier test match avec le pays de Galles le 18 janvier 1975 contre la France, et son dernier contre l'Écosse, le 20 mars 1982.
Gravell dispute également quatre test matchs lors de la tournée des Lions britanniques en Afrique du Sud en 1980 contre les Springboks.

## Palmarès
- Sélections en équipe nationale : 23
- Sélections par année : 5 en 1975, 4 en 1976, 7 en 1978, 2 en 1979, 2 en 1981 et 3 en 1982.
- Six Tournois des Cinq Nations disputés : 1975, 1976, 1978, 1979, 1981 et 1982.
- Quatre fois vainqueur du Tournoi des Cinq Nations : en 1975, 1976, 1978, 1979 (Grands Chelems en 1976 et en 1978).

## Filmographie
Il est crédité de 15 rôles dans des courts-métrages, films et séries télévisées dont Fatale (1992), Darklands (1996) et Annie-Mary à la folie ! (2001).